# MÄRZ Verlag
Der MÄRZ Verlag wurde 1969 von Jörg Schröder und weiteren ehemaligen Angestellten des Melzer Verlags – Peter Beitlich (Vertrieb), Anne Hansal (Sekretariat) und Adolf Heinzlmeier (Herstellung) als Kommanditisten sowie später Karl Dietrich Wolff (politisches Lektorat) gegründet. Der Verlag firmierte zunächst als März Verlag Jörg Schröder KG in Darmstadt. Etwas später erfolgte die Gründung der Olympia Press GmbH, deren Leitung Jörg Schröder ebenfalls übernahm. Zwischen beiden Verlagen gab es in den Anfangsjahren einige Synergien. So finanzierten die hohen Auflagenzahlen der bei der Olympia Press erschienenen pornografischen Titel zeitweise das literarisch avantgardistische und politisch ambitionierte Programm des MÄRZ Verlags.
Nach dem Ausscheiden der anderen Kommanditisten und einem ersten Konkurs wurde das Unternehmen 1974 in eine GmbH umgewandelt und Zweitausendeins übernahm den Vertrieb. Diese Zusammenarbeit dauerte sechs Jahre, wurde jedoch von Jörg Schröder aufgrund von Meinungsverschiedenheiten inhaltlicher und wirtschaftlicher Natur gekündigt. Ab 1981 arbeitete Schröders Lebensgefährtin Barbara Kalender ebenfalls im Verlag. Im Jahr 1982 konnte das Programm wieder im Buchhandel vertrieben werden. 
Jörg Schröder erlitt im Jahr 1987 zwei Herzinfarkte, was zur Liquidation des Verlags führte. Das umfangreiche Verlagsarchiv wurde vom Deutschen Literaturarchiv Marbach übernommen und gehört zu den meistgenutzten Archiven zur Geschichte der deutschen Nachkriegsliteratur und der 68er-Bewegung.
2021 wurde der Verlag in Berlin als GmbH neu gegründet. Die ersten Bücher seit über 30 Jahren erschienen im Februar 2022. Neuer Verleger ist Richard Stoiber. Barbara Kalender arbeitet weiterhin im Verlag. Neben Klassikern des Verlags (etwa Frantz Fanon, Svend Åge Madsen, Ann Quin, Valerie Solanas, Jules Vallès) sowie Neuentdeckungen zu Unrecht vergessener Autoren wie etwa Kathy Acker und Howard Zinn erscheinen hier auch Bücher deutschsprachiger und internationaler Gegenwartsautoren, etwa von Michel Decar, Anna Gien, Jenny Hval, Andrew McMillan, Hendrik Otremba, Olga Ravn oder Evan Tepest.